# Дубинський Юхим Мусійович
Дуби́нський Юхи́м Мусі́йович (10 березня 1927 , Сміла, Смілянський район, Шевченківська округа, Українська СРР, СРСР  — 7 червня 2006 , Київ ) — український радянський архітектор, член Спілки архітекторів УРСР з 1955 року, заслужений архітектор України (1995).

## Біографія
Народився 10 березня 1927 року в Смілі, у 1944–1950 роках навчався на архітектурному факультеті Київського інженерно-будівельного інституту, викладач Я. А. Штейнберг.
1950 року за розподілом направлений в Кемерово, де до армії працював в управлінні головного архітектора. У 1950–1952 роках — строкова служба у лавах Радянської армії. Після демобілізації переїхав до Севастополя, де працював в проєктному інституті Воєнморпроект № 30 на посаді архітектора. У 1955–1978 роках — в проєктному інституті «Діпромісто», Київ, з 1965 року — головний архітектор архітектурно-планувальної майстерні № 3. Від 1978 року — головний архітектор інституту «Укрдіпрорічтранс», з 1979 року — головний архітектор інституту «Діпроцивільпромбуд», з 1986 року — заступник начальника відділу НДПІмістобудування, з 1990 року — головний архітектор проєктів кооперативу «Проектувальник», з 1993 року — головний архітектор науково-проєктувального бюро «Ліцензіарх». Від 1997 року — керівник творчої архітектурної майстерні «Ю. Дубинський»).

## Творчість
У складі творчих колективів:
- Стадіон флоту (1953, Севастополь).
- Адміністративні та промислові будівлі (1953, Севастополь).
- Маяк (Феодосія, 1954).
- Проєкти містобудівного характеру — генеральні плани Львіву, Євпаторії, Донецьку, Макіївки, Актюбінська, Нетішина, інших середніх і малих міст (1964–1978, 1980, 1992).
- Проєкти детального планування та забудови міст Володимира-Волинського, Черкас, Лисичанська, Луцька, Сімферополя, Києва, Нетішина, Гур'єва (1959–1978, 1980, 1993–1995).
- Будівля Інституту фізкультури (1957, Київ).
- Станція метро «Мінська» (1982, Київ).
- Проєкт оздоровчого центру на 25-30 осіб, головний корпус (приміська зона Києва, 1998).
- Конкурсний проєкт планування і забудови центру Єревана (1974).
- Робочий проєкт індивідуального садибного житлового будинку у приміській зоні Києва (1999).

## Зображення

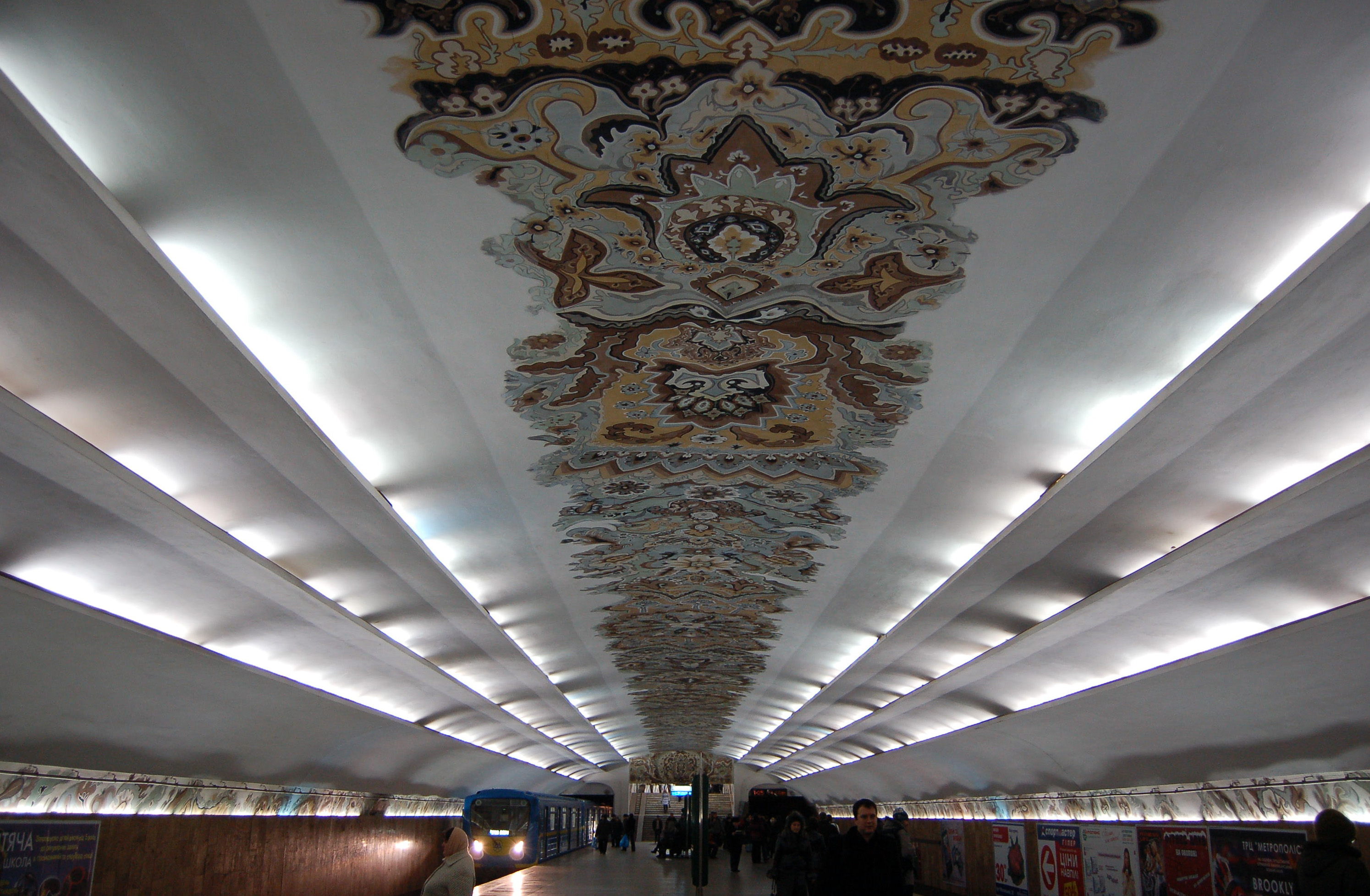
Станція метро «Мінська»